# 10659 Sauerland
10659 Sauerland eller 3266 T-1 är en asteroid i huvudbältet som upptäcktes den 26 mars 1971 av den nederländsk-amerikanske astronomen Tom Gehrels och det nederländska astronomparet Ingrid van Houten-Groeneveld och Cornelis Johannes van Houten vid Palomarobservatoriet. Den är uppkallad efter Sauerland i Tyskland.
Asteroiden har en diameter på ungefär 7 kilometer och den tillhör asteroidgruppen Themis.